# Nootamaa
Nootamaa es una isla báltica de Estonia. Pertenece administrativamente al municipio rural de Lümanda, en el condado de Saare. Las coordenadas de Nootamaa son: 58°19′N 21°46′E / 58.317, 21.767.
Nootamaa es el punto más occidental de Estonia. Posee una superficie de 58 000 m² está deshabitada, forma parte, conjuntamente con otras cuarenta islas e islotes, de un área ecológica de protección de aves marinas, el Parque nacional de Vilsandi. 